# Steve Irwin
Stephen Robert "Steve" Irwin, född 22 februari 1962 i Essendon, Victoria, död 4 september 2006 utanför Port Douglas, Queensland, var en australisk naturexpert och TV-profil som var ägare till och chef för Australia Zoo i Beerwah, Queensland, Australien. Han var mest känd som "Krokodiljägaren", den okonventionella naturdokumentärserie i vilken han var värd, assisterad av sin amerikanskfödda fru, Terri Irwin. Även dottern Bindi Irwin och sonen Robert Irwin har blivit kända.

## Uppväxt
Steve Irwin föddes den 22 februari 1962 i Essendon, en förort till Melbourne. Han flyttade med sina föräldrar Lyn och Bob Irwin till Queensland år 1970. Hans pappa Bob var mycket intresserad av reptiler och hans föräldrar grundade ett litet zoo, "Queensland Reptile and Fauna Park" där Irwin växte upp med krokodiler och andra reptiler.
Irwin hjälpte till med att mata djur, sköta underhåll och andra småsaker i parken. När Irwin fyllde sex år fick han en pytonorm. Han började att sköta krokodiler när han var nio år och hans far hade lärt honom att handskas med reptiler sedan han var liten. Han blev "krokodiljägare", det vill säga han fångade krokodiler som bodde för nära bebyggda trakter och tog dem till familjens park. Irwin följde sin fars fotspår och blev frivillig vid Queenslands delstatsregerings krokodilhanteringsprogram för östkusten.

## Uppmärksammat framträdande
Han blev uppmärksammad och ifrågasatt 2004, då han under en uppvisning i en djurpark matade en krokodil och samtidigt bar på sin två månader gamla son. Irwin och hans fru, Terri Irwin, gick ut i media och bad om ursäkt för händelsen samtidigt som de försäkrade att det aldrig skulle hända igen. De förstod folks oro men menade att deras son aldrig var i fara. Irwin undgick att stämmas i rätten.
I juni 2004 anklagades Irwin för att ha stört valar, sälar och pingviner under inspelningen av dokumentären Ice Breaker, i Antarktis. Denna gång startades det en undersökning gällandes Irwins handlingar i dokumentären.

## Död
Steve Irwin avled efter att han blivit stucken av en spjutrocka den 4 september 2006 omkring klockan 11:00 (lokal tid). Vid olyckstillfället höll han på att göra en undervattensdokumentärfilm, Ocean's Deadliest. När han simmade över bottnen passerade han över en spjutrocka som av någon orsak aktiverade sin självförsvarsmekanism, en pisksnärtsliknande svans som är utrustad med en lång, dolkformad gifttagg. Irwin träffades i hjärttrakten av taggen där den bröts av. Eftersom den hade stuckit hål på hans hjärta, förblödde han av skadan. Olyckan skedde vid Batt Reef utanför Port Douglas, norr om Cairns, Australien. Han dödförklarades av läkare kort efter attacken.
2014 valde Justin Lyons, Irwins kameraman som var med när Steve Irwin dog, att göra ett uttalande om händelsen: de skulle tillsammans utföra ett sista dyk då de stötte på spjutrockan, som högg hundratals gånger på bara några sekunder. I intervjun berättar Lyons om Irwins sista ord: "I'm dying." (Jag dör.) Irwin fördes därefter till de närliggande Low Isles och Lyons försökte med hjärt- lungräddning i cirka en timme innan de fick hjälp av läkare som dödförklarade honom.